# Nová latina

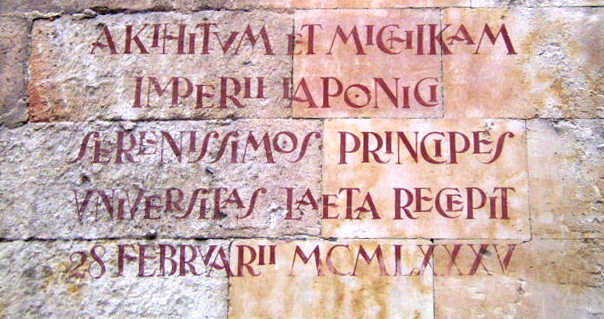
Nápis v nové latině na univerzitě ve španělské Salamance připomínající návštěvu japonského prince Akihita a princezny Mičiko.

Nová latina (Lingua Neolatina) je novověká verze latiny používaná hlavně v kladistice a systematice mezinárodního vědeckého slovníku. Termín přešel do obecného užívání mezi jazykovědci a přírodovědci ke konci devadesátých let devatenáctého století.
Pojem „nová latina“ označuje jazyk používaný k vědeckým či literárním účelům po skončení renesance (za její konec se často považuje rok 1600), ačkoliv např. redaktoři sbírky latinské literatury The I Tatti Renaissance Library, vydávané Harvardovou univerzitou, označují texty v renesanční latině také jako Neo-Latin.
Pravděpodobně nejdůležitějším dílem nové latiny a hlavní příčinou vydávání slovníků nových latinských slov, ke kterému v současné době dochází, je Binominální nomenklatura a klasifikační systém živých organizmů navržený Carlem Linném.

## Význam nové latiny
Důležitá vědecká díla v moderní latině ve své době napsali Isaac Newton a Gottfried Leibniz. V době, která je pokládána za počátky nové latiny byly vědecké práce psány latinsky, aby se jim dostalo mezinárodního uplatnění. Z jiného důvodu byla latina v roce 1886 použita v díle o sexuálních odchylkách Richarda von Krafft-Ebing s názvem Psychopathia Sexualis. Některé části této knihy jsou psány latinsky, aby se popisy sexuálních praktik nešířily mezi nevzdělané, protože v době vydání knihy znalost latiny už značně upadla.

## Historie nové latiny
Na počátku porenesančního období byla latina v západní Evropě obecně přijímaným a upřednostňovaným předmětem základního vzdělání a tomu odpovídalo také místo, které zaujímala v kultuře. Všechny univerzity v přijímacích podmínkách požadovaly latinu a často i starou řečtinu. Ve školách se díky přetrvávajícímu vlivu renesančních humanistů vyučovala většinou klasická latina, jejíž slovní zásoba a gramatika byly převzaty výhradně z období starého Říma, i když se příliš nehodily k psaní o soudobých tématech.
Vinou rozdílných tradic v latinské výslovnosti, která se v různých státech liší, latina postupně ztratila svůj význam jako mezinárodní dorozumívací prostředek. Lidé, kteří se pokoušejí hovořit latinsky, často používají tzv. makarónskou latinu, která je promíchaná slovy z jiných současných jazyků. Podle klasicistního pojetí humanistických učitelů bylo přidávání nových slov vnímáno jako škodlivý solecismus, nikoliv jako zdroj obohacení živého jazyka. Nespokojenost s úrovní latinského vzdělání byla často probíraným tématem. Ve skutečnosti však latina upadala právě vinou vyučování strnulé klasické formy a upřednostňování klasických norem před volnějším současnějším jazykem, ke kterému by směřovala.
Latina se sice vyučovala, ale mimo školu se užívala málokdy a mnozí studenti hned zapomínali, co se naučili. Svoje výsadní postavení ve vzdělávacím systému si udržela do druhé poloviny devatenáctého století, kdy se její význam začal stále více zpochybňovat. Filosofie vzdělávání ve dvacátém století, jako např. ta, kterou prosazoval John Dewey, její význam pomíjejí.
Přesto bylo v latině dále psáno velké množství převážně teologických prací římsko-katolických autorů. Až do šedesátých let dvacátého století římsko-katoličtí kněží studovali teologii z latinských knih, i když ve většině seminářů se vyučovalo v místním jazyce. Latinsky se dosud mluví na mezinárodních shromážděních vedoucích představitelů katolické církve, jako jsou koncily nebo konkláve za účelem volby nového papeže.

## Literární díla v nové latině
Jeden z posledních literátů, kteří vytvořili rozsáhlejší uznávané dílo v latině byl John Milton (1608 – 1674). Další pozdější autoři, jako např. Max Beerbohm a Arthur Rimbaud psali latinské verše, ale jednalo se spíše o školní nebo ojedinělé práce. Ve dvacátém a dvacátém prvním století bylo do latiny přeloženo několik, většinou dětských, knih. Mezi jinými:
- Alenka v říši divů jako Alicia in terra mirabili,
- Asterix ,
- The Giving Tree jako Arbor alma,
- The Cat in the Hat jako Cattus petasatus,
- Ferdinand the Bull jako Ferdinandus Taurus,
- Harry Potter a Kámen mudrců jako Harrius Potter et philosophi lapis,
- Harry Potter a Tajemná komnata jako Harrius Potter et camera secretorum,
- How the Grinch Stole Christmas jako Quomodo invidiosulus nomine Grinchus Christi natalem abrogaverit,
- Malý princ jako Regulus,
- Green Eggs and Ham jako Virent ova, viret perna,
- Medvídek Pú jako Winnie ille Pu.

Tyto překlady většinou vznikly jako učební pomůcky nebo ukázky schopností svých překladatelů. Henry Beard napsal sérii knih o Latině pro každou příležitost, kde se pokouší najít latinské ekvivalenty k soudobým populárním frázím. Rozhlasové zprávy v latině vysílala (1989–2019) pod názvem Nuntii Latini finská národní společnost Yleisradio.